# (32218) 2000 OE19
2000 OE19 (asteroide 32218) é um asteroide da cintura principal. Possui uma excentricidade de 0.04425180 e uma inclinação de 14.06071º.
Este asteroide foi descoberto no dia 23 de julho de 2000 por LINEAR em Socorro.